# شهرک گلستان امام خمینی
شهرک گلستان ، روستایی است از توابع بخش مرکزی شهرستان گنبد کاووس در استان گلستان ایران.

## جمعیت
این روستا در دهستان آق‌آباد قرار داشته و براساس سرشماری سال ۱۳۸۵ جمعیت آن ۱۸۸ نفر (۴۱ خانوار) بوده است.